# Ray Rezső Lajos
Ray Rezső Lajos (Bru, Svájc, 1845. december 14. – Budapest, 1899. április 11.) svájci származású magyar építész. Egyik fia Ray Rezső Vilmos építész. Id. Ray Rezső néven is emlegetik, fiával, ifj. Ray Rezsővel szemben. Másik fia Ray Ferenc labdarúgó.

## Életpályája
A zürichi Polytechnikum, majd a párizsi École des Beaux-Arts növendéke volt. Svájcból 1868-ban települt át Magyarországra. Budapesten több jelentős középületet, valamint számos magán- és bérházat épített. Az ő nevéhez fűződik a siófoki üdülőtelep megalapítása is.

## Ismert épületei
- 1870–1878: Budapesti Németajkú Református Egyházközség temploma, 1054 Budapest, Hold u. 18-20.[1][2]
- 1872: lakóház, 1053 Budapest, Múzeum körút 15.[3]
- 1872: lakóház, 1065 Budapest, Lázár utca 20. [4]
- 1873: lakóház, 1072 Budapest, Klauzál Gábor tér 7. (Strauss Sándorral)
- 1880: Ray-villa, 1062 Budapest, Andrássy út 105.[5]
- 1882: Fackh-villa, 1062 Budapest, Andrássy út 117.[6]
- 1882−1883: Szenes (Köhler)-palota és fűszerkereskedés, 1065 Budapest, Andrássy út 29.[7]
- 1882−1883: Herzog-palota, 1062 Budapest, Andrássy út 93.[8]
- 1884–1890-es évek: Szent Lukács gyógyfürdő és Szent Lukács Fürdőszálló, 1023 Budapest, Frankel Leó út 25-29.
- 1885: Jahn-villa (ma: a Koreai Köztársaság Nagykövetsége), 1062 Budapest, Andrássy út 109.[9]
- 1886: Herzl-palota, 1055 Budapest, Szent István körút 21.[10]
- 1888−1889: Lord-villa, 1062 Budapest, Andrássy út 107.[11]
- 1893–1895: Népgőzfürdő, 1023 Budapest, Frankel Leó út 25.[12][13]
- 1894: bérház, Budapest, Hold u. 17. (2017-ben elbontották)[14]
- 1896: Royal Nagyszálló (Grand Hotel Royal, ma: Corinthia Budapest), 1073 Budapest, Erzsébet krt. 43-49.[15] – 1956-ban teljesen kiégett, később egyszerűsített formában újjáépítették[16]
- 1896?–1904: Törley-kastély, 1221 Budapest, Anna utca 3. – az épületet Ray Rezső Lajos 1899-es halála után Ray Rezső Vilmos fejezte be[17][18]
- ?: a Vallás- és Közoktatásügyi Minisztérium egykori épülete, Budapest
- ?: Vadászkürt Szálló, 1052 Budapest, Türr István utca 5.[19]

## Képtár

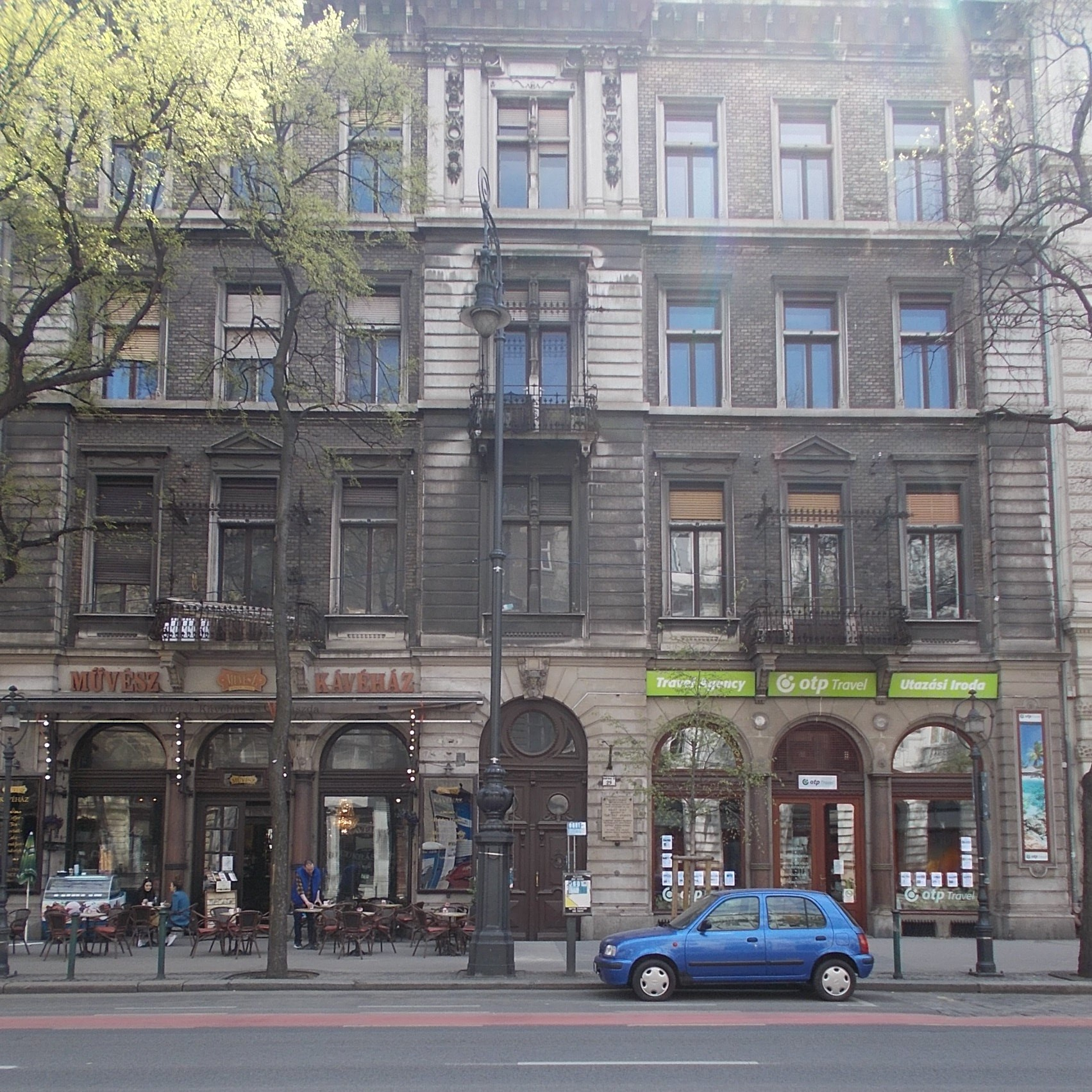
Szenes (Köhler)-palota
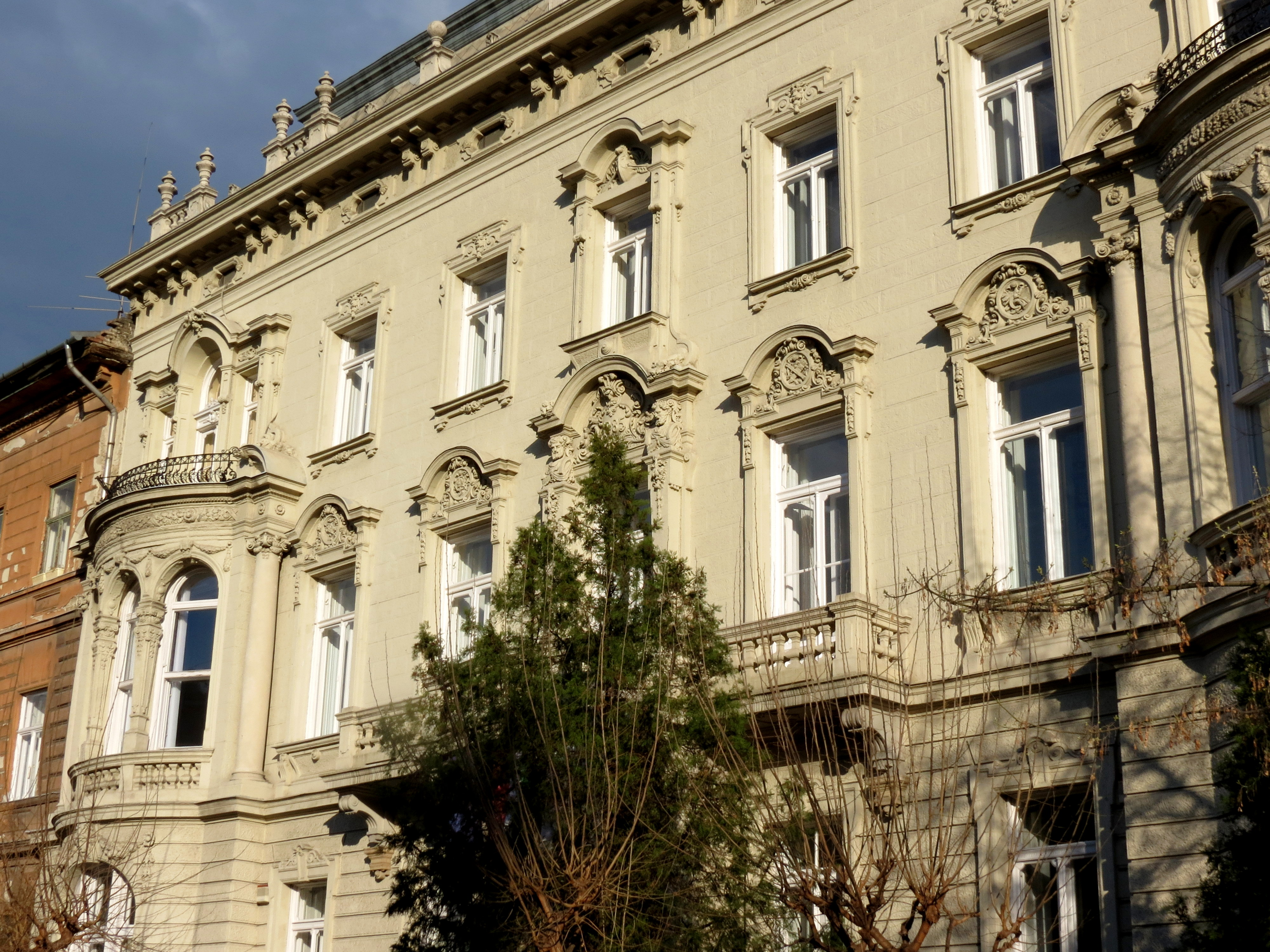
Herzog-palota
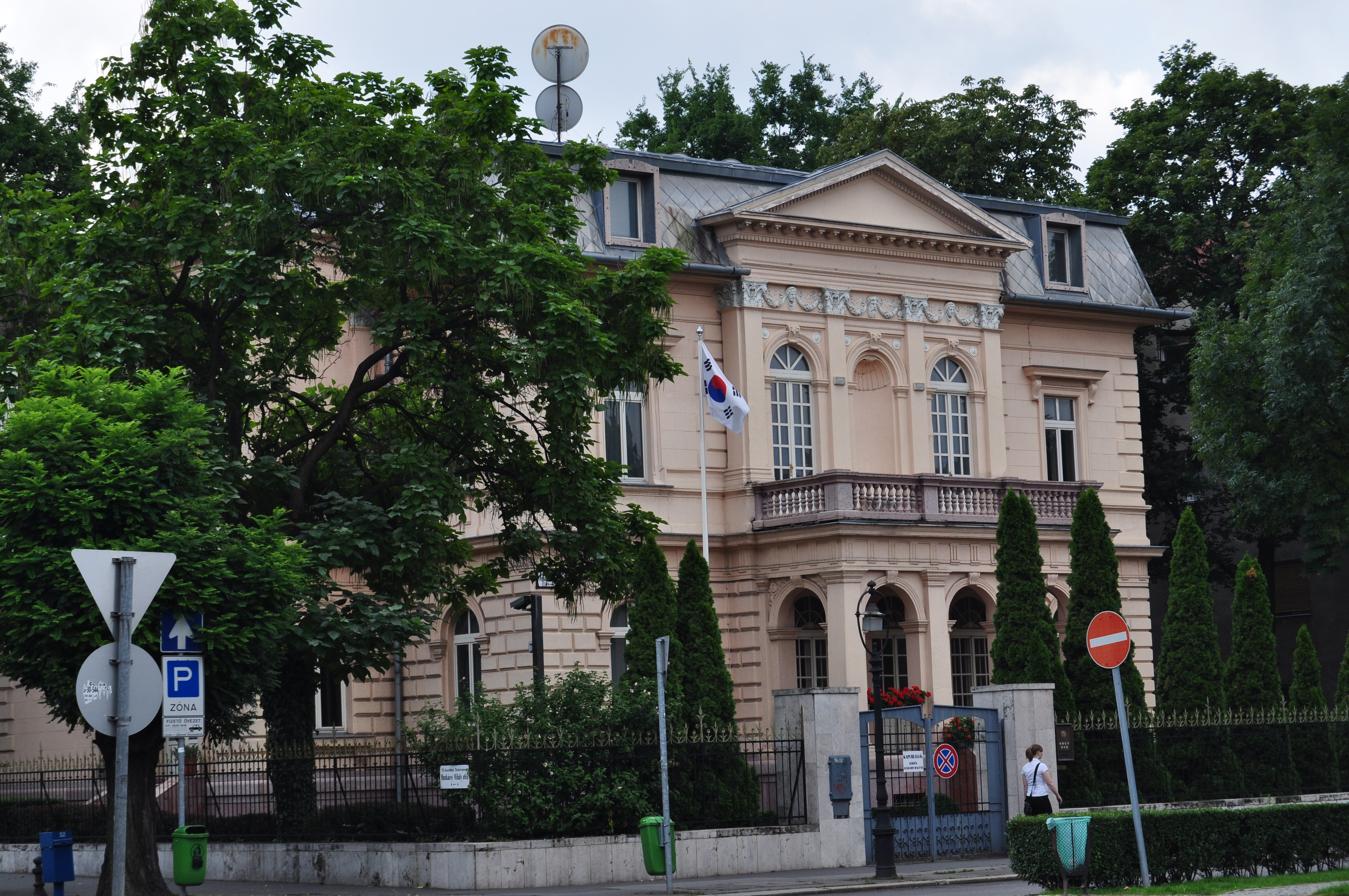
Jahn-villa
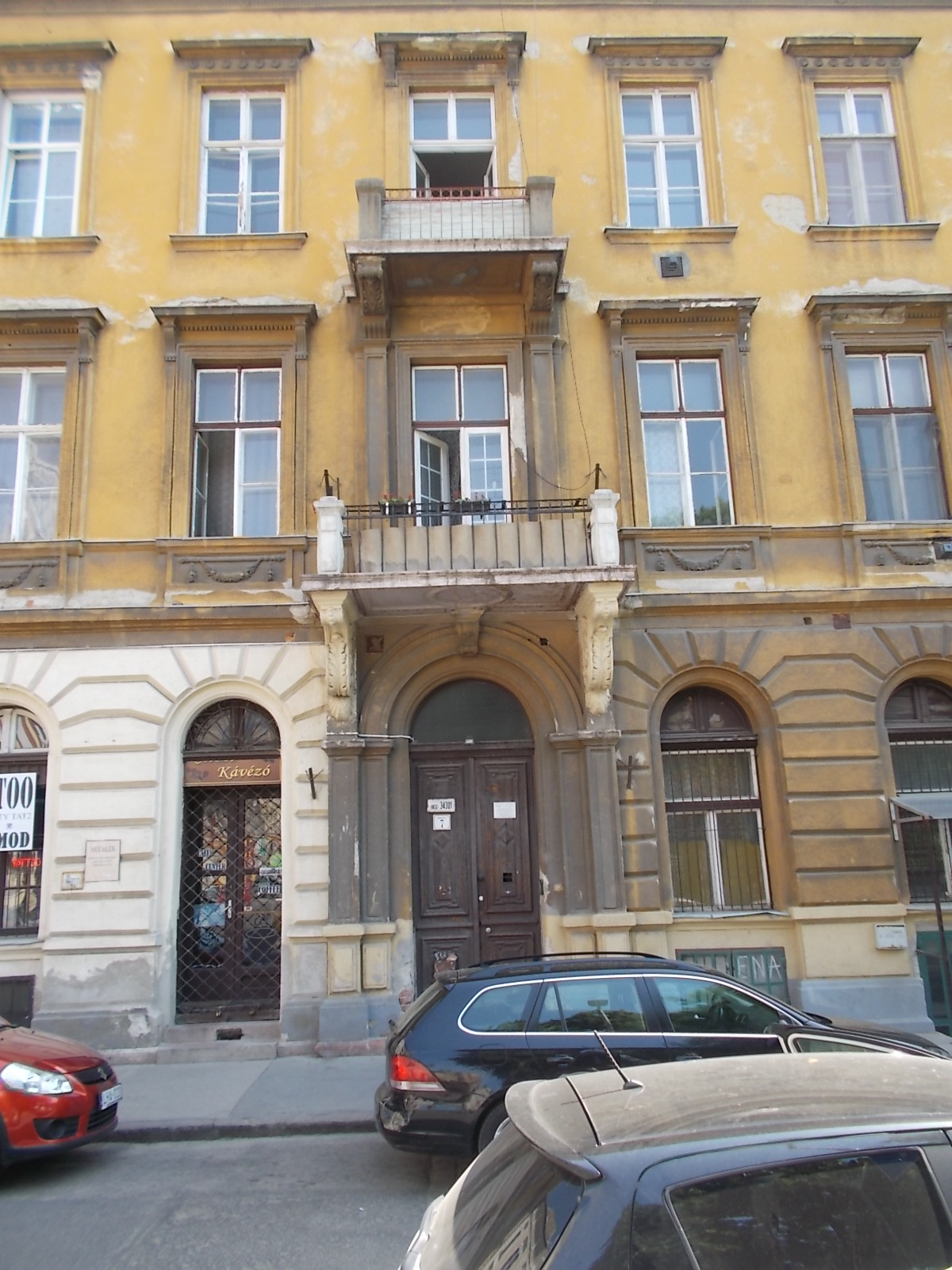
Klauzál tér 7.
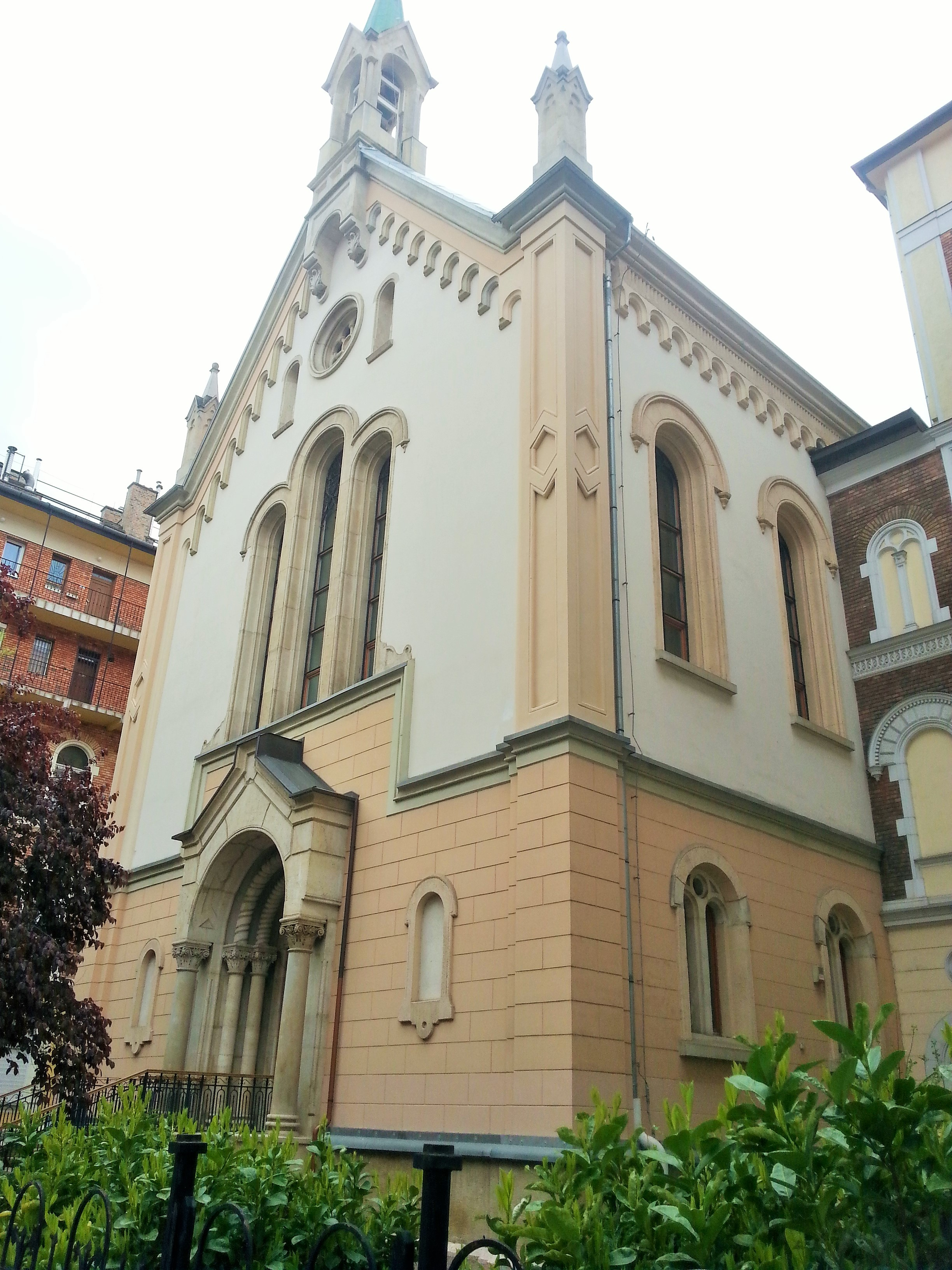
Budapesti Németajkú Református Egyházközség temploma
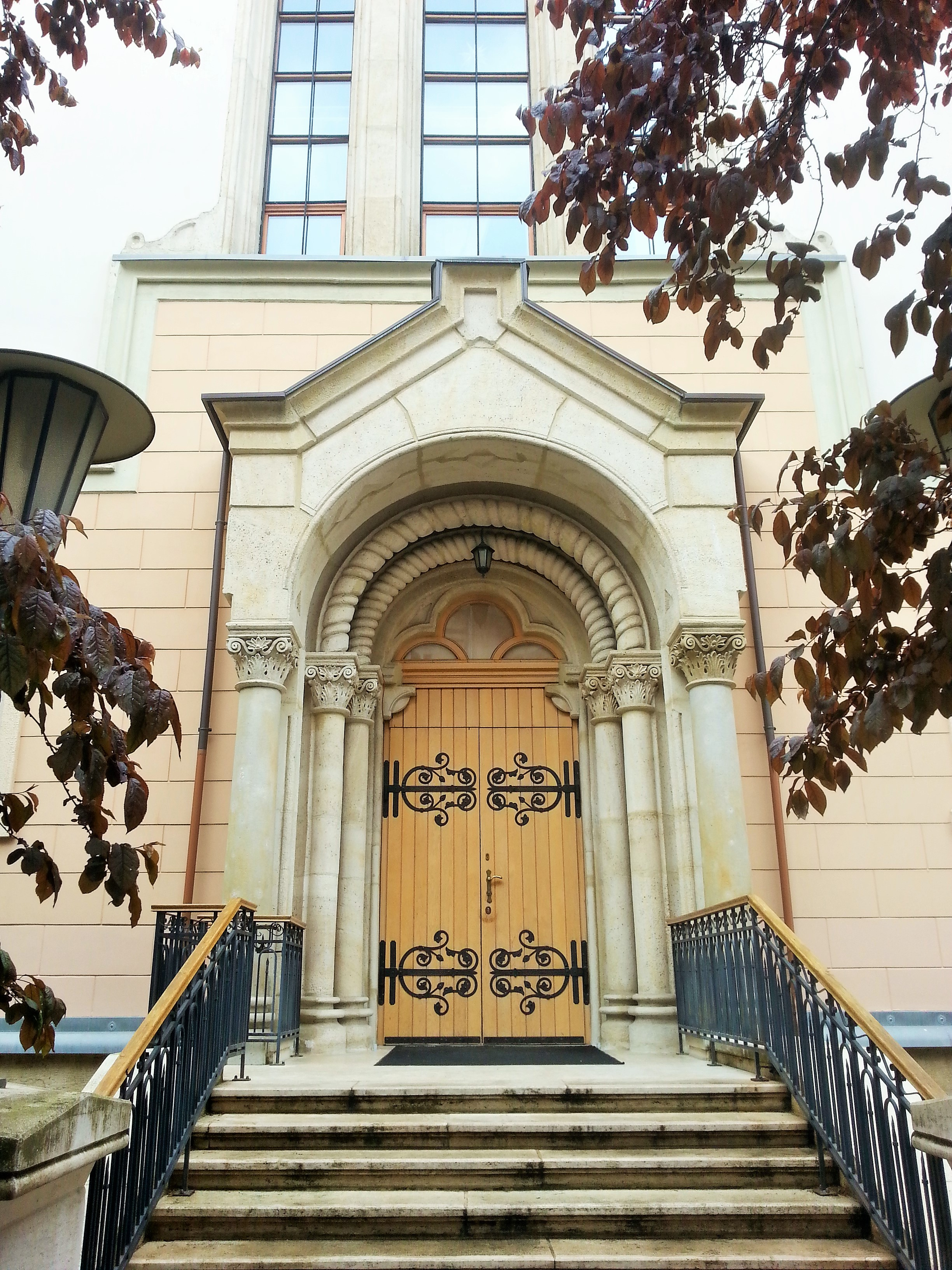
Budapesti Németajkú Református Egyházközség temploma (bejárat)
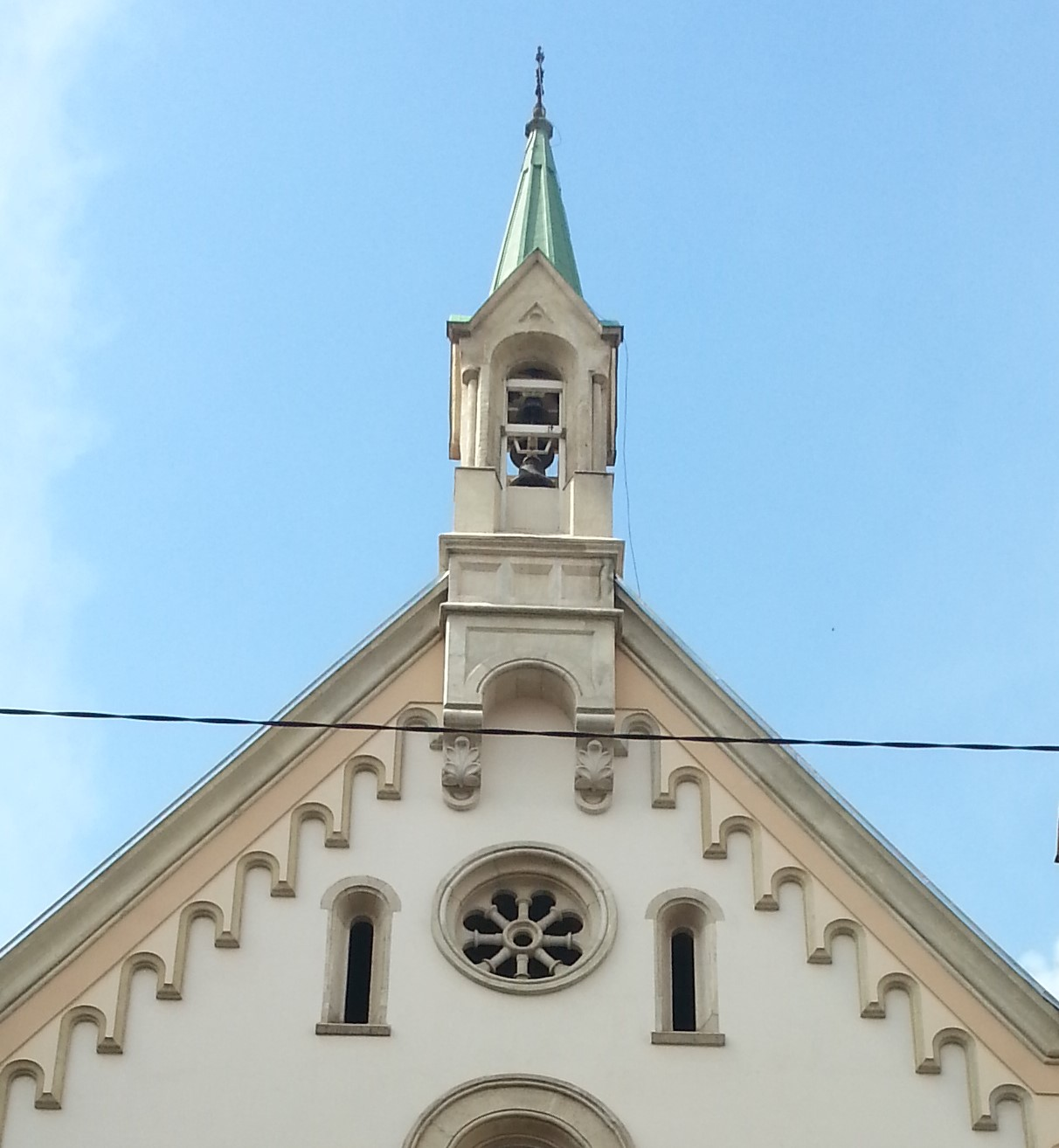
Budapesti Németajkú Református Egyházközség temploma (torony)
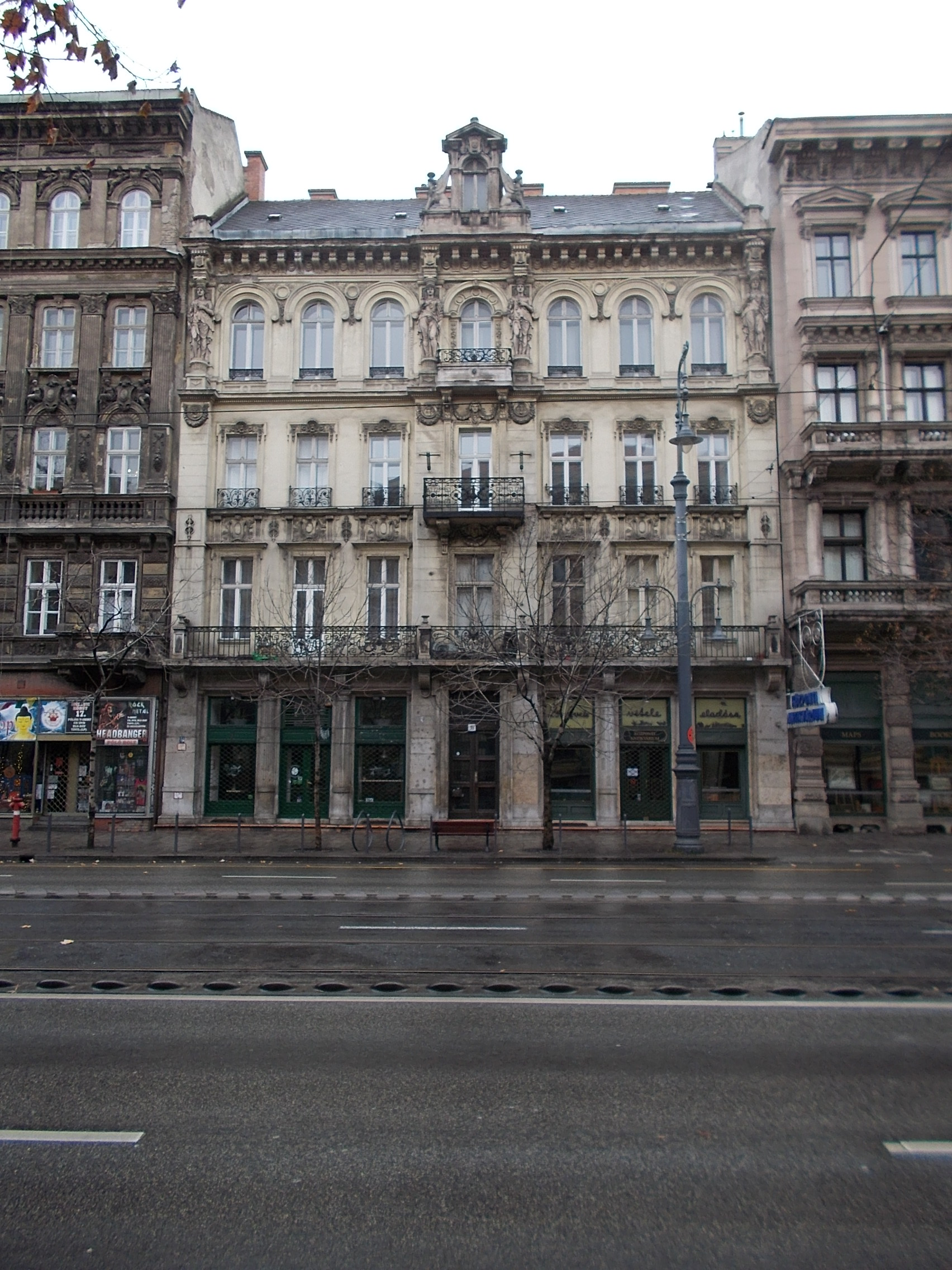
Múzeum körút 15.
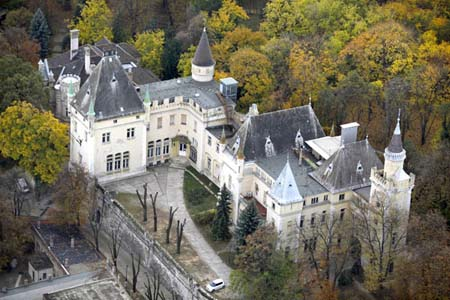
Törley-kastély
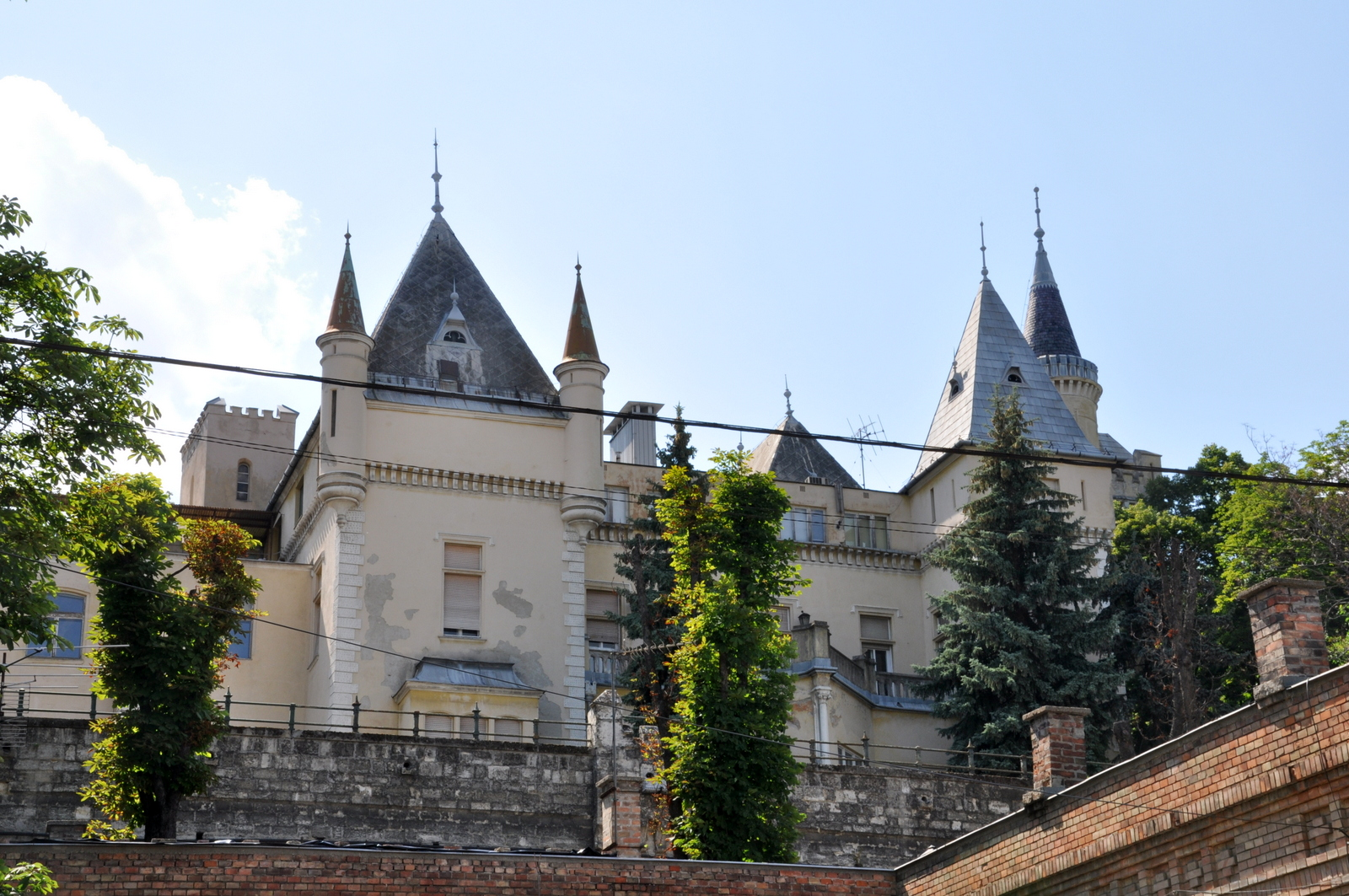
Törley-kastély (részlet)
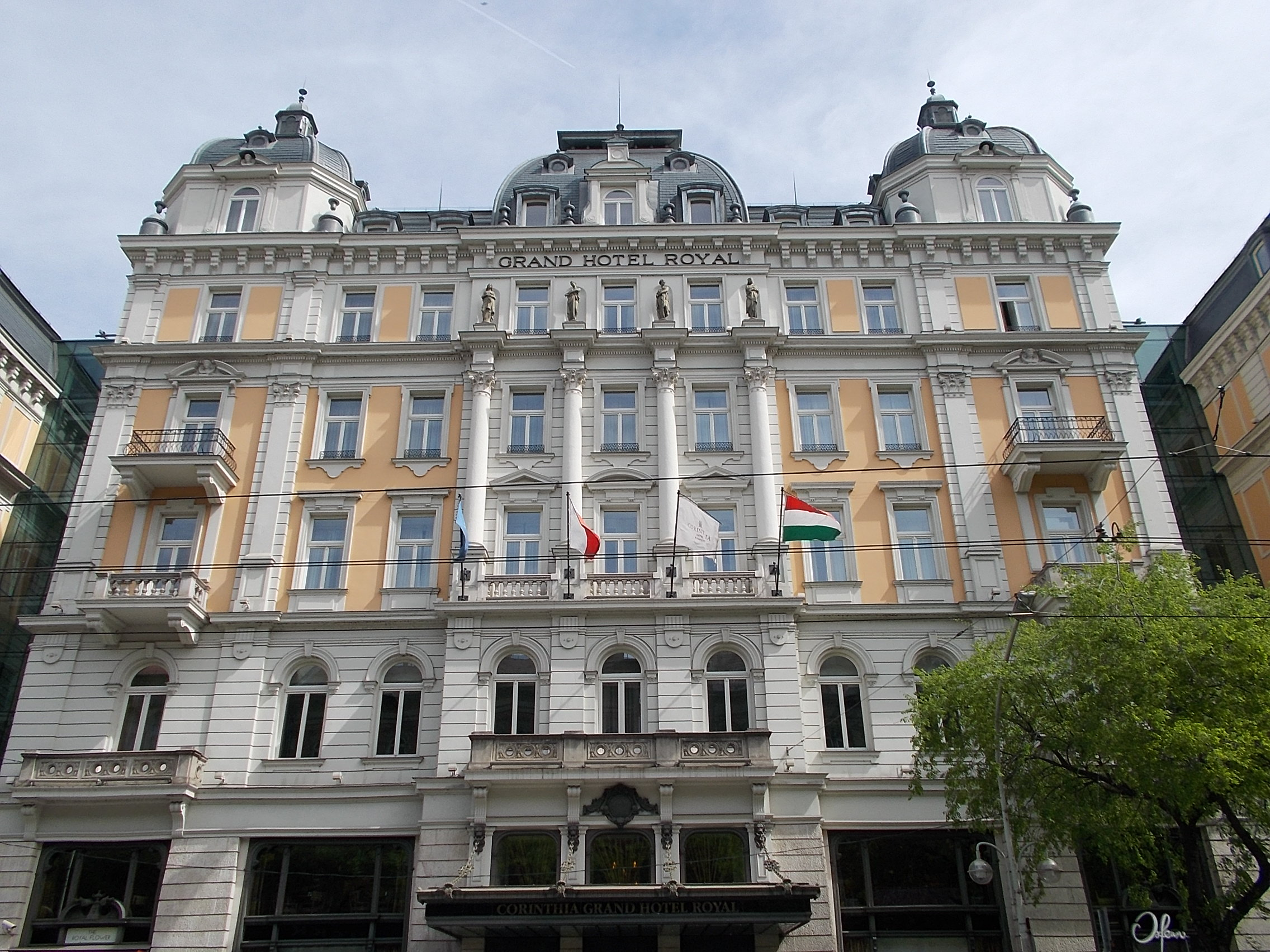
Royal Nagyszálló
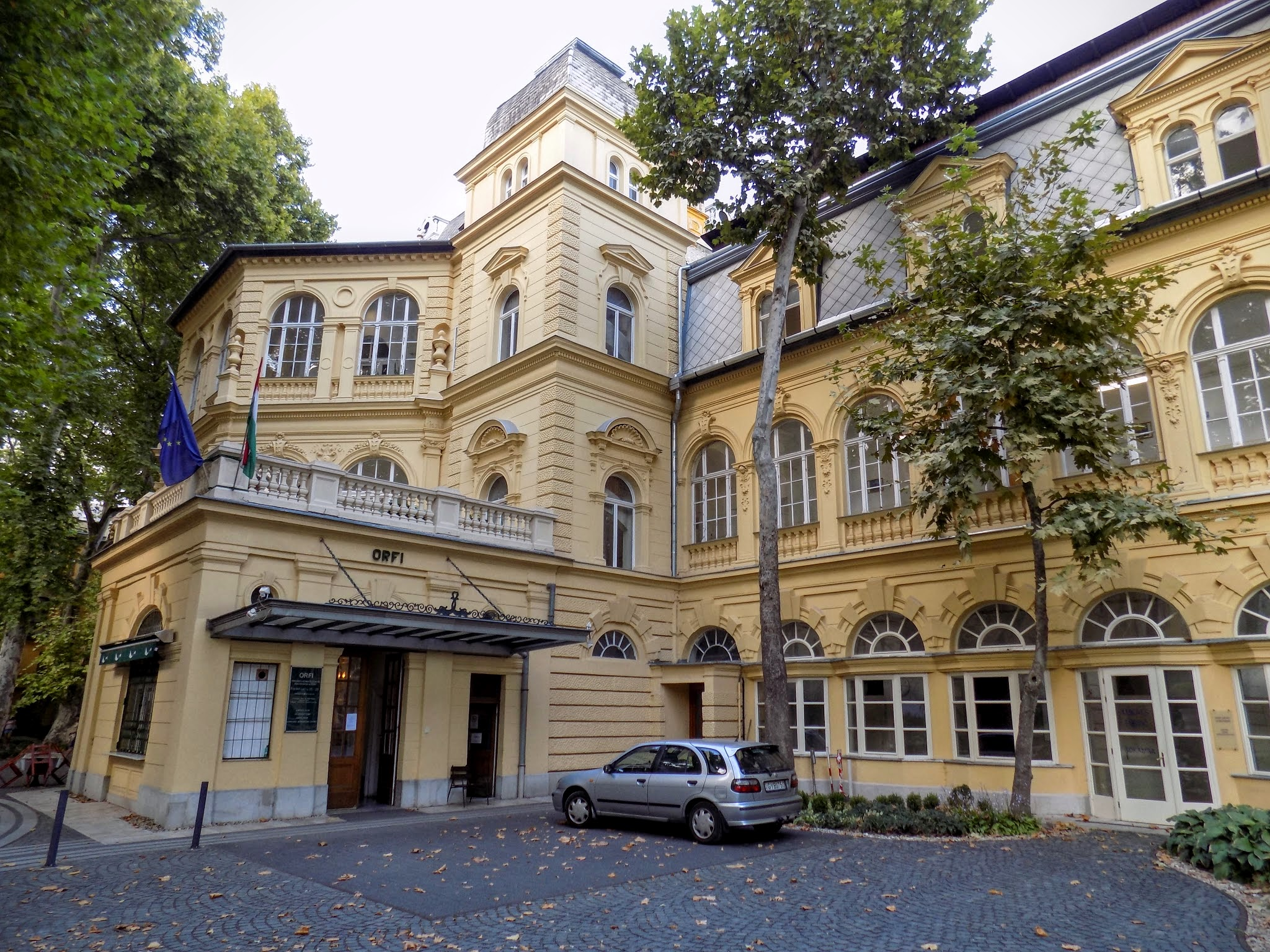
Szent Lukács gyógyfürdő
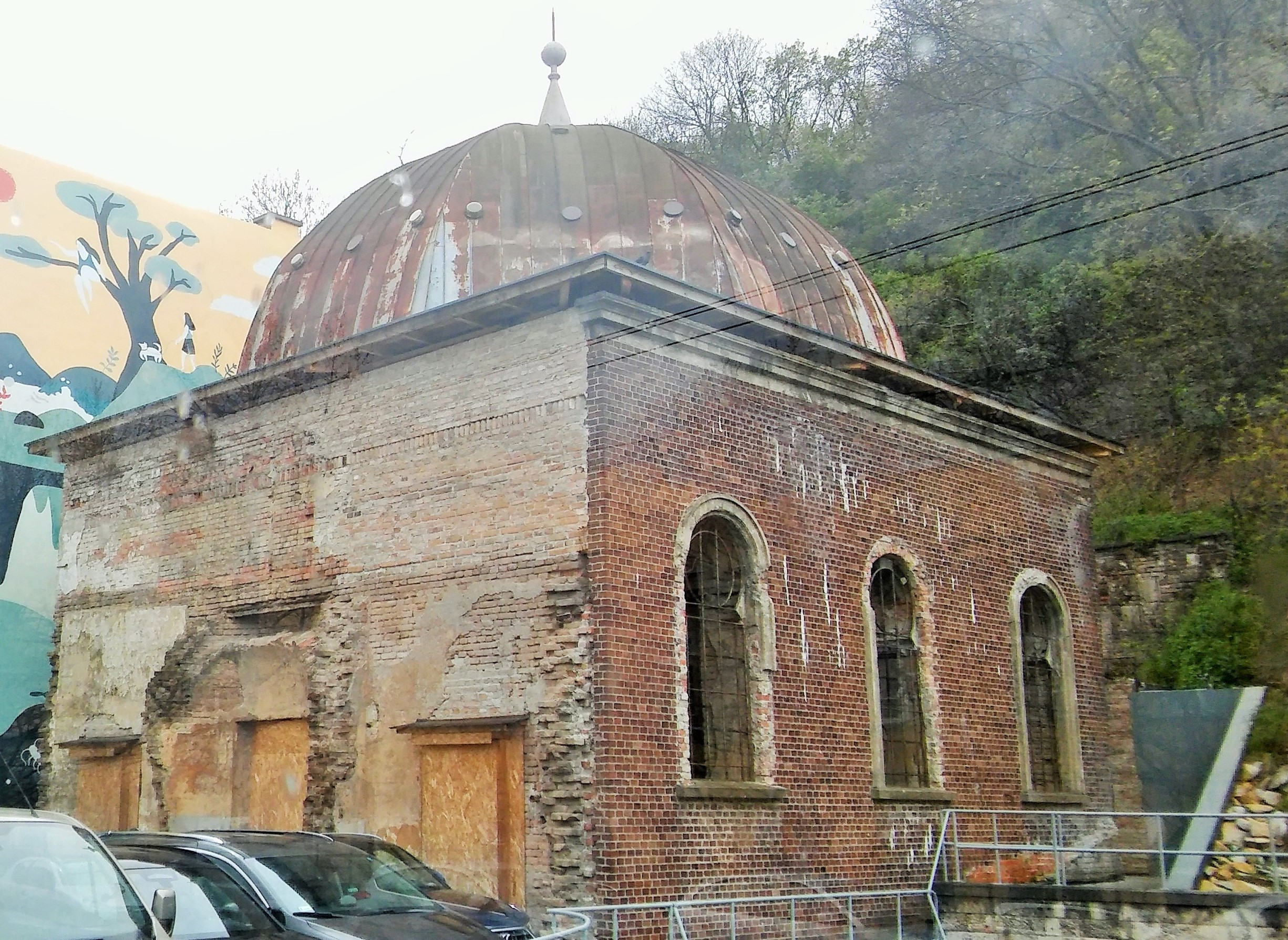
Népgőzfürdő

## Egyéb irodalom
- (szerk.) Rozsnyai József: Építőművészek Ybl és Lechner korában, Terc Kereskedelmi és Szolgáltató Kft., Budapest, 2015, ISBN 978-615-5445-12-5